# AfterEllen.com и TheBacklot.com
AfterEllen.com — веб-сайт, включающий в себя элементы блога, который предоставляет информацию о фильмах, телевизионных шоу, литературных произведениях на лесбийскую тематику. На нём также публикуются новости мира звёзд, обзоры публикаций в средствах массовой информации, так или иначе связанные с женской гомосексуальностью и бисексуальностью. Основан в апреле 2002 года. TheBacklot.com (ранее известен как AfterElton.com) — родственный ресурс, делающий акцент на информации о геях и бисексуальных мужчинах. Запущен в январе 2005 года. Оба ресурса основаны Сарой Уорн, которая была их главным редактором. В 2006 году оба сайта были приобретены каналом кабельного телевидения Logo.

## AfterEllen.com
«AfterEllen.com» никак не связан с Эллен Ли Дедженерес. Сайт публикует статьи и обзоры о передачах телевидения, фильмах, книгах, персонажами и действующими лицами которых являются лесбиянки или бисексуальные женщины. Это один из самых популярных англоязычных ресурсов о женской гомосексуальности. Издание The Observer в 2008 году сообщило, что его аудитория составила 500 000 хитов в месяц и назвало «AfterEllen.com» одним из пятидесяти наиболее авторитетных блогов мира.

## TheBacklot.com

Бывший логотип TheBacklot.com до переименования.

TheBacklot.com первоначально назывался AfterElton.com и также не имеет отношения к Элтону Джону. Сайт размещает новостные материалы о телевизионных шоу, кинофильмах, книгах, музыке, которые имеют отношение к геям или бисексуальным мужчинам. Ресурс поддерживает несколько блогов. С июня 2016 года материалы сайта больше не обновлялись.